# Microcoema
Microcoema is een geslacht van rechtvleugeligen uit de familie Proscopiidae. De wetenschappelijke naam van dit geslacht is voor het eerst geldig gepubliceerd in 1990 door Jago.

## Soorten
Het geslacht Microcoema omvat de volgende soorten:
- Microcoema acuminata Scudder, 1869
- Microcoema tridens Hebard, 1924
- Microcoema vittata Bruner, 1913